# Horst Dieter Sihler
Horst Dieter Sihler (* 15. September 1938 in Klagenfurt, Kärnten; † 30. Oktober 2023) war ein österreichischer Filmkritiker, Programmkinoleiter, Schriftsteller und Lyriker.

## Leben und Werk
Horst-Dieter Sihler wurde 1938 in Klagenfurt geboren und wuchs nahe der Kärntner Landeshauptstadt in ländlicher Umgebung auf. Ursprünglich gelernter Maschinenbauingenieur wirkte er seit den 1970er Jahren vornehmlich als Kultur- und speziell Filmkritiker, war Programmkinoleiter und Lehrbeauftragter für Medienkunde (Film) an der Universität Klagenfurt und war bis zu seinem Tod als freischaffender Autor tätig.
Als Filmkritiker bereiste Sihler verschiedene europäische und speziell auch osteuropäische Filmfestivals und berichtete von dort über das alternative zeitgenössische Kino. Filmkritiken schrieb er unter anderem für Medien wie die FAZ, den Tagesspiegel Berlin, die Basler Zeitung, die Weltwoche, den Standard und den ORF. 1977 gründete er in Velden die  „1. Österreichischen Filmtage“, das erste Festival des österreichischen Films und Vorläufer der heutigen Diagonale in Graz. Außerdem war er selbst Wanderkinobetreiber und Programmkinomacher im Volkskino Klagenfurt. 1979 gründete er zudem in Klagenfurt den Verein „Alternativkino“, der bis heute besteht.
Nach einer schweren Krankheit begann Horst Dieter Sihler 2009 damit, Bücher zu veröffentlichen. Neben kulturhistorischen und cineastischen Themen widmete er sich wie in seinen Anfängen auch wieder verstärkt der Lyrik.
Sihler lebte in Klagenfurt. Er starb am 30. Oktober 2023.

## Auszeichnungen
- 2008: Medien-Kulturpreis des Landes Kärnten
- 2018: Großes Ehrenzeichen des Landes Kärnten
- 2018: Anerkennungspreis der Stadt Klagenfurt

## Veröffentlichungen

### Monographien
- Am Anfang war die Poesie: wie ein Dichter entsteht. Meine Gedichte des 20. Jahrhunderts. Wieser, Klagenfurt 2009, ISBN 978-3-85129-854-3
- Mein Kino des 20. Jahrhunderts: erlebte Filmgeschichte. Wieser, Klagenfurt 2016, ISBN 978-3-99029-181-8
- haus im sommer: klagenfurter vorstadtpoesie. Wieser, Klagenfurt 2020, ISBN 978-3-99029-383-6
- Wie aus einem Film: 33 Miniaturen 1960–2020. Wieser, Klagenfurt 2022, ISBN 978-3-99029-524-3

### Herausgabe
- Elke Aichinger: Ich weiß noch nicht wie man verliert. Gedichte, Songs, Bilder. Drava 2018, ISBN 978-3-85435-902-9